# Boschstraatkwartier
Het Boschstraatkwartier is een buurt ('kwartier') in het centrum van de Nederlandse stad  Maastricht, in de Nederlandse provincie Limburg. De buurt heeft een lange geschiedenis, onder andere als woonbuurt van de Maastrichtse lakenwevers, later van de fabrieksarbeiders van De Sphinx. De buurt telt tal van rijksmonumenten en ontwikkelt zich steeds meer als een cultuur- en uitgaanscentrum.

## Geografische ligging
Het Boschstraatkwartier is gelegen in het noordelijk deel van het stadscentrum en grenst aan drie andere buurten: de Binnenstad in het zuiden, het Statenkwartier in het westen en Boschpoort in het noorden. De buurt wordt begrensd door de aanlanding van de Noorderbrug in het noorden, de rivier de Maas in het oosten, de Markt en Mosae Forum in het zuiden en de Boschstraat in het westen. Hoewel de Markt als geheel bij de buurt Binnenstad is ingedeeld, behoren de noordelijk Marktwand (huisnummers 30 t/m 38) en het noordelijk gebouw van Mosae Forum tot het Boschstraatkwartier. Bij de Boschstraat is dit andersom: de percelen grenzend aan de westzijde van de straat (de even huisnummers) liggen in het Statenkwartier, maar de straat zelf, inclusief het wegdek en de voetpaden aan beide zijden, in het Boschstraatkwartier. Dit verklaart waarom het standbeeld van Petrus Regout bij het voormalige Sphinxkantoor op de Lijst van gemeentelijke monumenten in Boschstraatkwartier voorkomt.
De buurt bestaat globaal uit drie delen:
- de zuidelijke woonwijk Boschstraat-Oost, ook wel de Havezathe genoemd, naar de Rotterdamse projectontwikkelaar, die in de jaren zeventig het grootste deel van dit gebied bebouwde.
- de noordelijke industriewijk rond het Bassin en de Franssensingel, die deels herontwikkeld wordt in het kader van het Belvédèreproject. Het noordwestelijk deel is onderdeel van het Sphinxkwartier.
- De strook tussen de Van Hasseltkade en de Maas kan als afzonderlijk deelgebied worden gezien, aangezien zich hier uitsluitend infrastructuur (onder andere Maasboulevard, Wilhelminakade), grootschalige kantoorpanden en het Landbouwbelang bevinden. Ook voor dit gebied wordt gewerkt aan een herontwikkeling.

## Geschiedenis en naamgeving
Het Boschstraatkwartier ontleent zijn naam aan de Boschstraat, de vanouds belangrijke noordelijke uitvalsweg naar 's-Hertogenbosch. Aan het einde van die straat bevond zich de Boschpoort, die enkele jaren na het opheffen van de vesting Maastricht in 1867 werd gesloopt.
Het grootste deel van de buurt (dat wil zeggen alles ten noorden van de Kleine Gracht) bevond zich buiten de eerste middeleeuwse omwalling en werd pas in de loop van de 14e eeuw, door de bouw van de tweede middeleeuwse muur, bij de stad Maastricht gevoegd. Aangezien de huidige Sint Matthiaskerk rond 1350 gebouwd werd en er al vermeldingen van een eerdere kapel in dit deel van de stad bestaan, kan aangenomen worden dat het gebied reeds gedeeltelijk bebouwd was voordat het bij de ommuurde stad gevoegd werd. Het meest noordelijke deel (ten noorden van de Franssensingel) lag ook buiten de tweede omwalling.

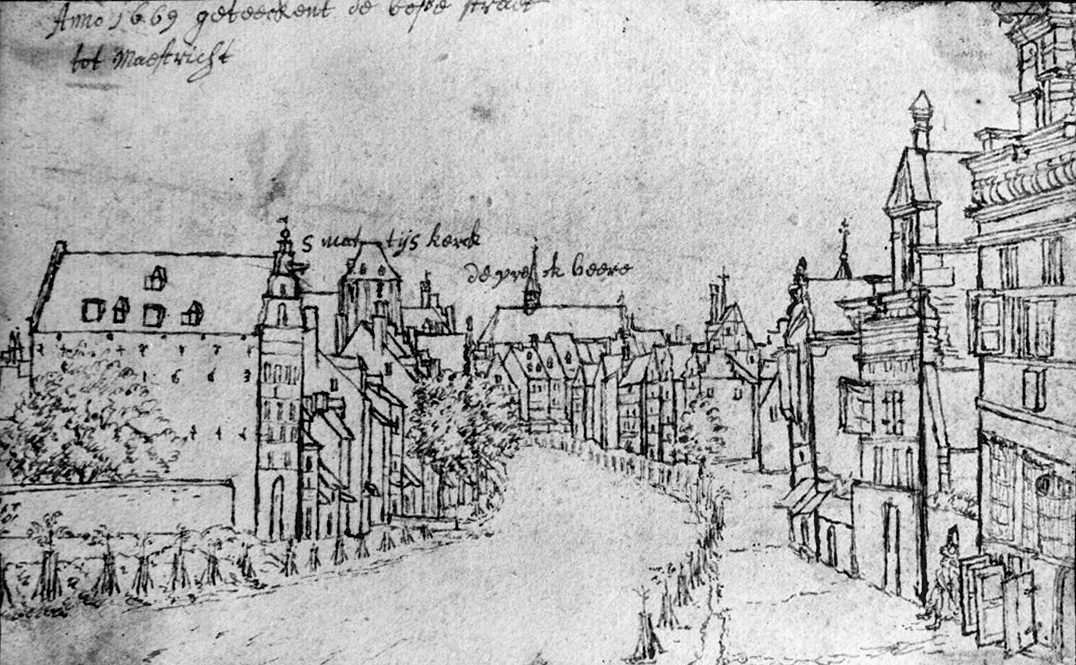
De Boschstraat, gezien vanuit het noorden (Valentijn Klotz, 1669)

In het Boschstraatkwartier was in de Late Middeleeuwen de lakenindustrie dominant aanwezig. Sommige straatnamen (Lakenweversplein, Raamstraat, het Lakenlood) herinneren hieraan. Ook vestigden zich hier een tweetal kloosters van ridderorden: van de Antonieters en van de Duitse Orde. Beide kloosters raakten zwaar beschadigd bij de belegeringen van 1793 en 1794. De ruïne van het Antonietenklooster werd gesloopt (1848) voor de aanleg van het Kanaal Luik-Maastricht (1845-1850). Van de Commanderij Nieuwen Biesen is mogelijk een deel van een muur bewaard gebleven in een van de gebouwen van de Koninklijke Nederlandse Papierfabriek.
In 1826 werd de Bassinhaven geopend, die op sluis 20 na (verbinding met de Maas) het eindpunt vormde van de Zuid-Willemsvaart (1845-1850). Een jaar later verplaatste Petrus Laurentius Regout zijn glasslijperij van de Jodenstraat naar de Boschstraat, waar het bedrijf zich snel ontwikkelde. Dit leidde binnen enkele decennia tot een totale transformatie van de wijk. Begin 20e eeuw werkten bijna 2000 bewoners van het Boschstraatkwartier (ruim 70%) in de glas- en aardewerkfabrieken van De Sphinx. De arbeiders in de aardewerkfabriek werden "pottemennekes" genoemd. Velen bezweken op relatief jonge leeftijd aan de "pottemennekeskrenkde" (een vorm van pneumoconiose), waardoor er relatief veel gezinnen zonder vader waren. Ook de kindersterfte was hoog. De meeste gezinnen woonden samengepakt in kleine huisjes aan smalle stegen. Een berucht gebouw was de door Petrus Regout gebouwde Cité Ouvrière in de Sint Teunisstraat, waar tientallen gezinnen samenwoonden in piepkleine eenkamerappartementen.
In 1850 opende het Kanaal Luik-Maastricht, wat de industriële ontwikkeling van de buurt nog versnelde. Nog in hetzelfde jaar begon de bouw van de papierfabriek van Lhoëst-Weustenraad (nu Sappi) op het terrein van het klooster Nieuwen Biesen, tussen de Maas en de Zuid-Willemsvaart. Het terrein aan de westzijde van de Zuid-Willemsvaart was al in gebruik als overslagterrein voor de fabrieken van Petrus Regout. In het begin van de 20e eeuw werd de bebouwing in dit deel vervangen door onder andere een moderne elektriciteitscentrale en een timmerwerkplaats (waar de verpakkingskratten voor de aardewerkproducten werden getimmerd). Het hele complex staat tegenwoordig bekend als de Timmerfabriek. Langs de Maas verrees vanaf 1939 het gebouw van het Landbouwbelang.
Na de Tweede Wereldoorlog veranderde de wijk voortdurend van karakter. Door de grootscheepse sloop in de jaren zestig en zeventig moesten veel oorspronkelijke bewoners verhuizen (onder andere naar woonscholen als De Ravelijn). In de jaren negentig ontwikkelde het Bassin zich als passantenhaven en horecagebied. Na het vertrek van het Landbouwbelang en Koninklijke Sphinx kwamen veel fabriekspanden leeg te staan. Het plan Belvédère voorziet in de herontwikkeling van deze grote gebouwencomplexen.

## Architectuur en stedenbouw
Het Boschstraatkwartier telt circa 75 rijksmonumenten en 53 gemeentelijke monumenten. Voorbeelden van monumentale panden zijn vooral te vinden in de relatief onaangeroerde "schil" van het plan Havezathe. Met name de Boschstraat telt veel monumentale panden, waaronder de gotische Sint-Matthiaskerk (ook Sint-Matthijs genoemd) en de Refugie van Hocht (voormalig klooster en Leger des Heilsgebouw). Ook aan de Van Hasseltkade, de Kleine Gracht en de Markt staan nog veel monumentale 17e- of 18e-eeuwse herenhuizen.

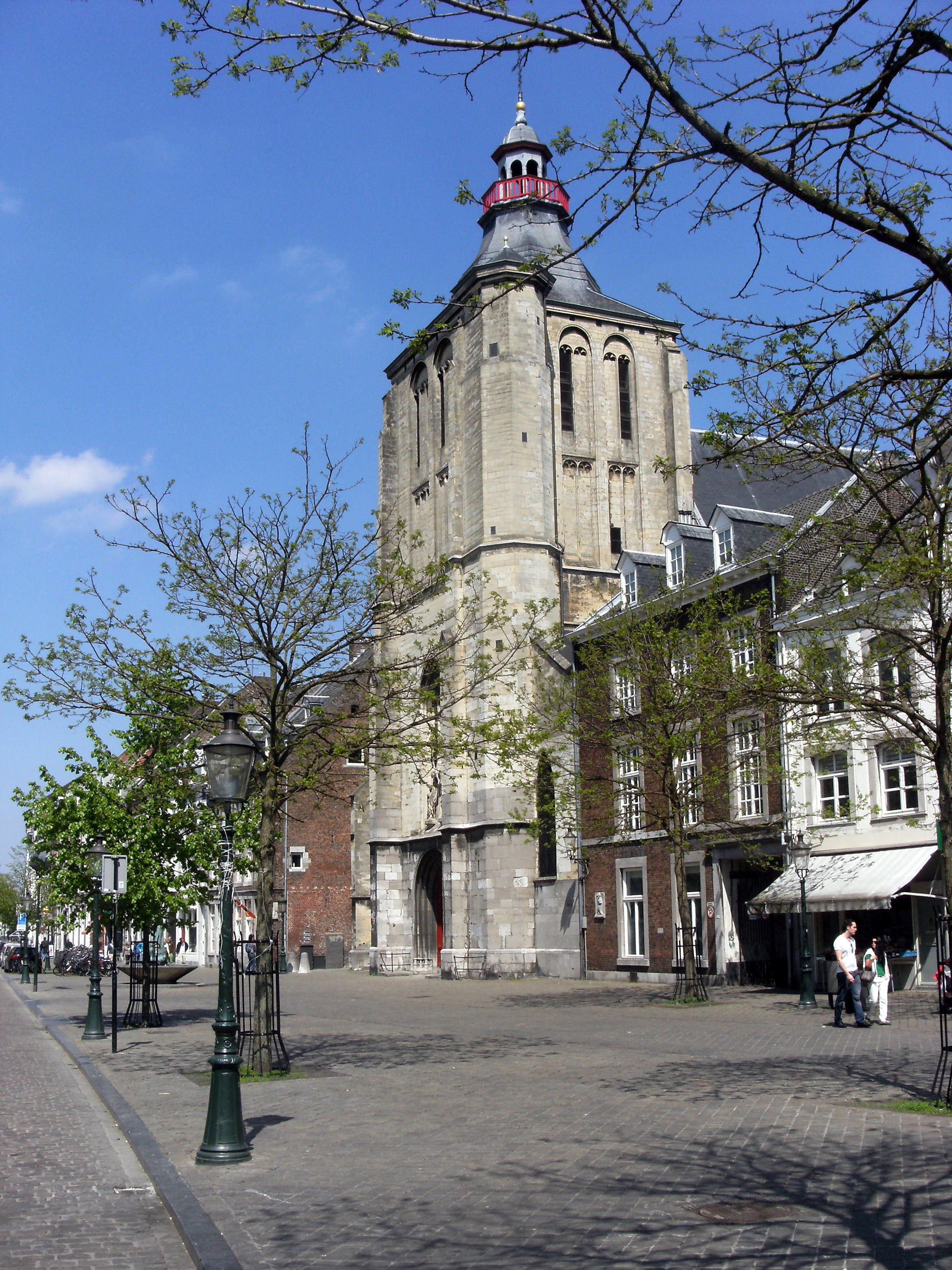
Boschstraat en Sint-Matthiaskerk
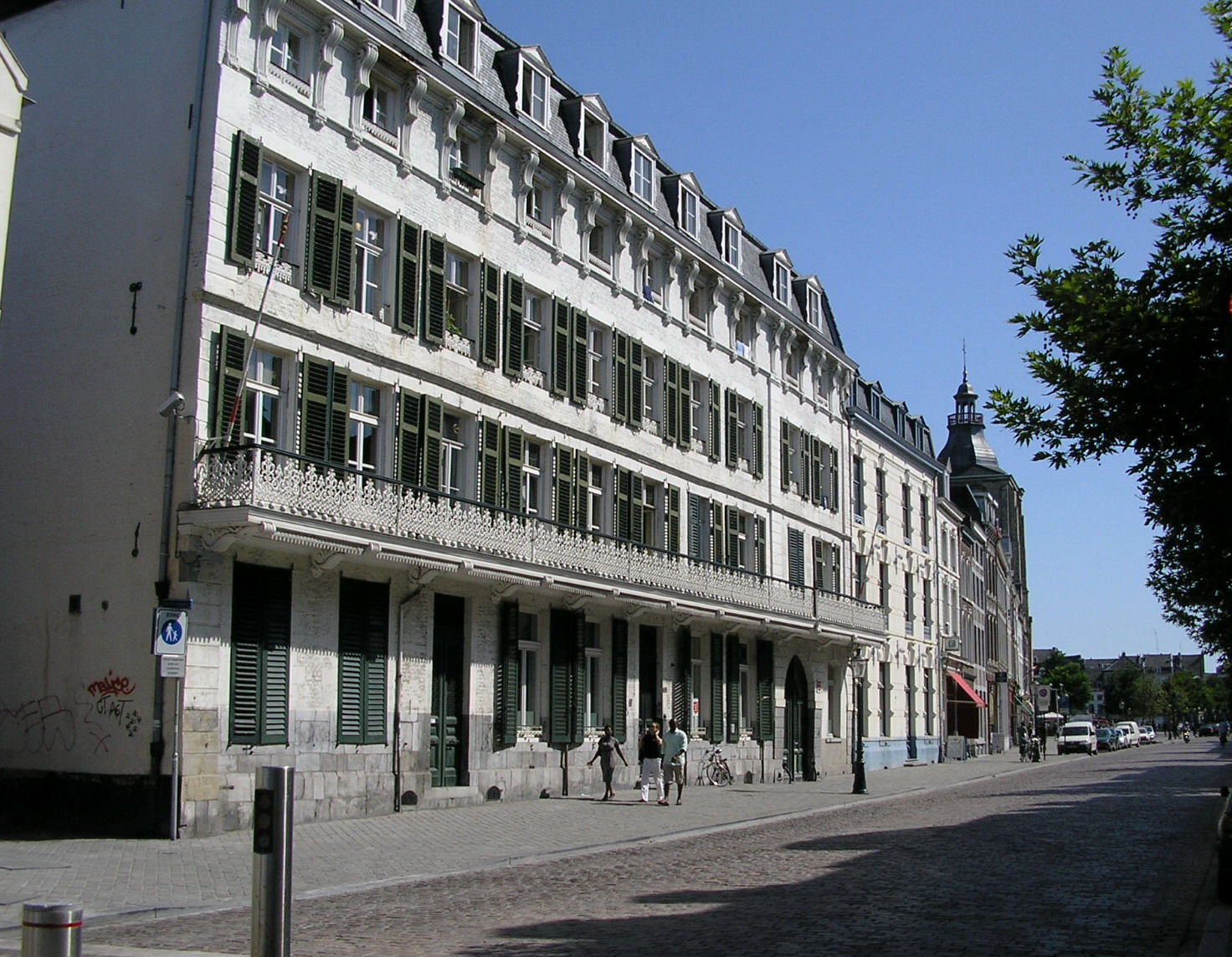
Boschstraat met Refugie van Hocht
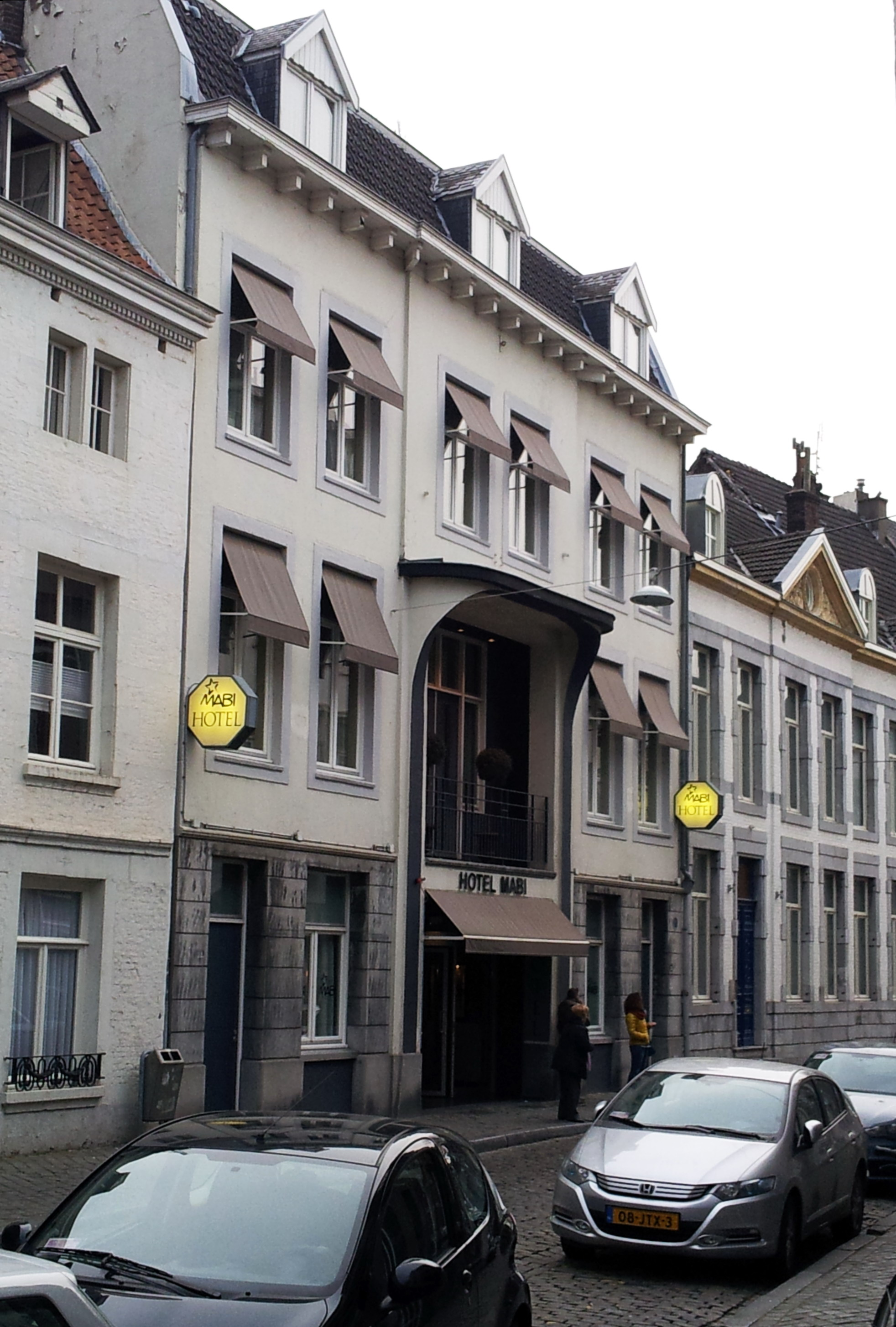
Kleine Gracht met vm. bioscoop Mabi
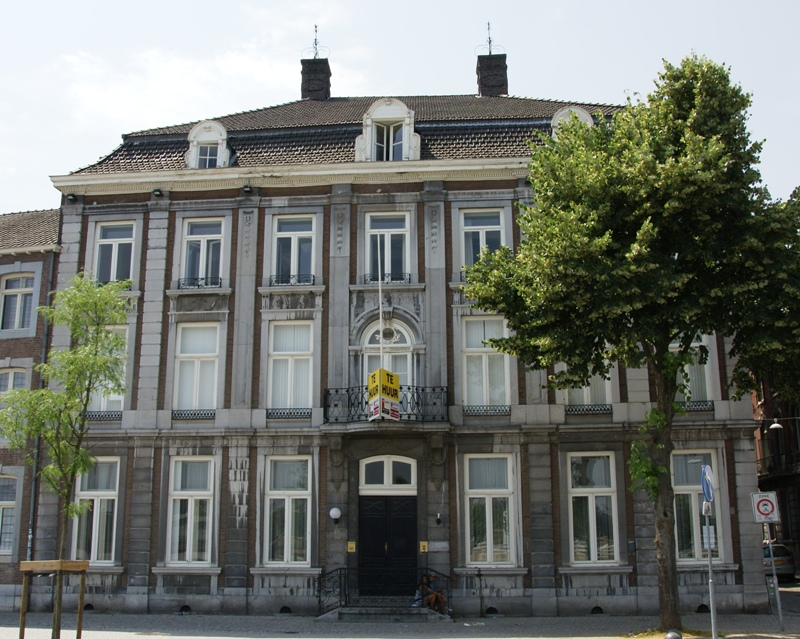
Rijksmonument Van Hasseltkade 20

In het noordelijk deel van de buurt ligt het Bassin, de oude binnenhaven van Maastricht. Hier bevinden zich enkele 'jonge monumenten' uit de tijd van de Industriële Revolutie. Bij de uitvoering van het plan Havezathe werd ook de karakteristieke westwand van het Bassin gesloopt. Na protesten van Monumentenzorg bleef de zuidelijke Bassinwand gespaard. Vooral het pakhuis Maastrichtsch Veem uit 1860 is hier de blikvanger. Verder is er een sluis uit 1850 en een basculebrug uit dezelfde periode te zien. Vanaf de jaren 1990 heeft zich rond het Bassin een levendig nautisch kwartier ontwikkeld.

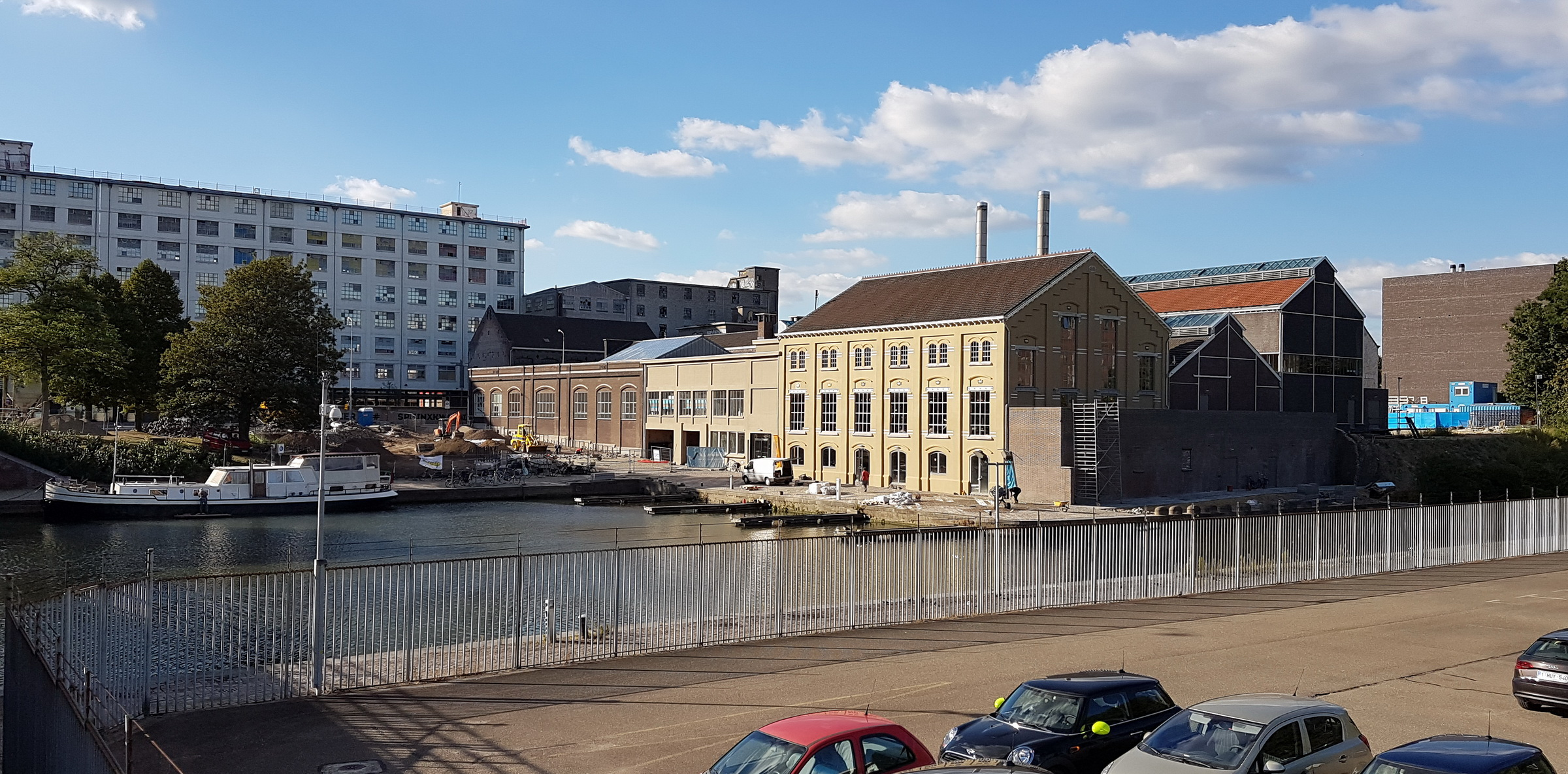
Bassin met Timmerfabriek en Eiffelgebouw

Aan de noordzijde van het Bassin ligt de papierfabriek Sappi, vaak nog aangeduid met de oude afkorting KNP (Koninklijke Nederlandse Papierfabriek), de enige nog in functie zijnde fabriek in het centrum van Maastricht. Het hoge witte gebouw aan het Bassin (Blekerijgebouw of "'t lommelefabrik") dateert uit 1851. De papierfabriek vormt samen met het Landbouwbelang, de Timmerfabriek en de net buiten het Boschstraatkwartier gelegen Sphinx-gebouwen (waaronder het Eiffelgebouw) een uniek industrieel ensemble. Het geheel wordt sinds 2013 aangeduid als Sphinxkwartier.
Op het gebied van moderne architectuur kent het Boschstraatkwartier weinig hoogstandjes. Het plan Havezathe, ook wel Boschstraat-Oost genoemd, is een typische woonwijk uit de late jaren zeventig en tachtig van de vorige eeuw, bestaande uit appartementengebouwen van drie tot vijf verdiepingen aan verkeersluwe straten en intieme pleintjes. Onder de bebouwing bevinden zich twee parkeergarages. Verder kunnen genoemd worden het kantoorgebouw van Jo Coenen aan de Maasboulevard uit de jaren 1990, een deel van Mosae Forum aan de noordzijde van de Gubbelstraat, eveneens van Coenen, en de restwarmtecentrale van Sappi aan de Fransensingel, beide uit de jaren 2000.

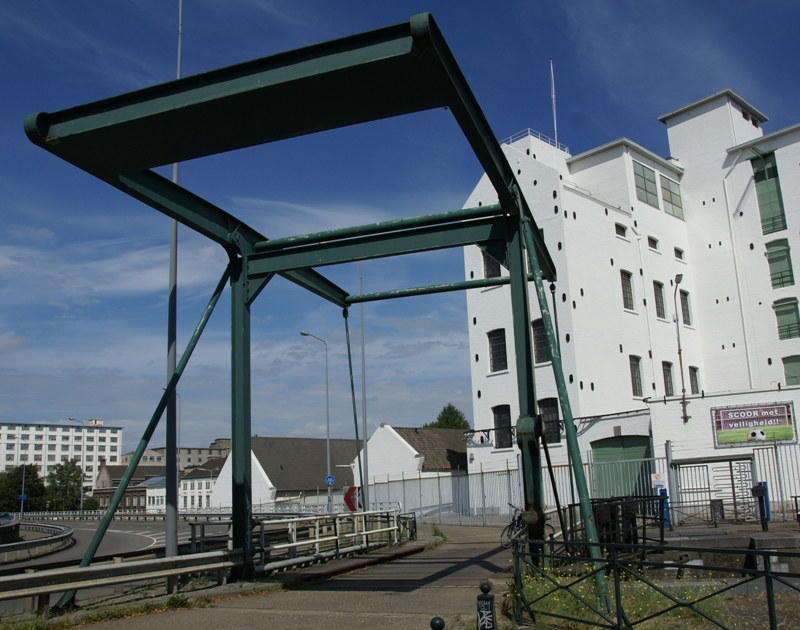
Basculebrug en Blekerij Sappi
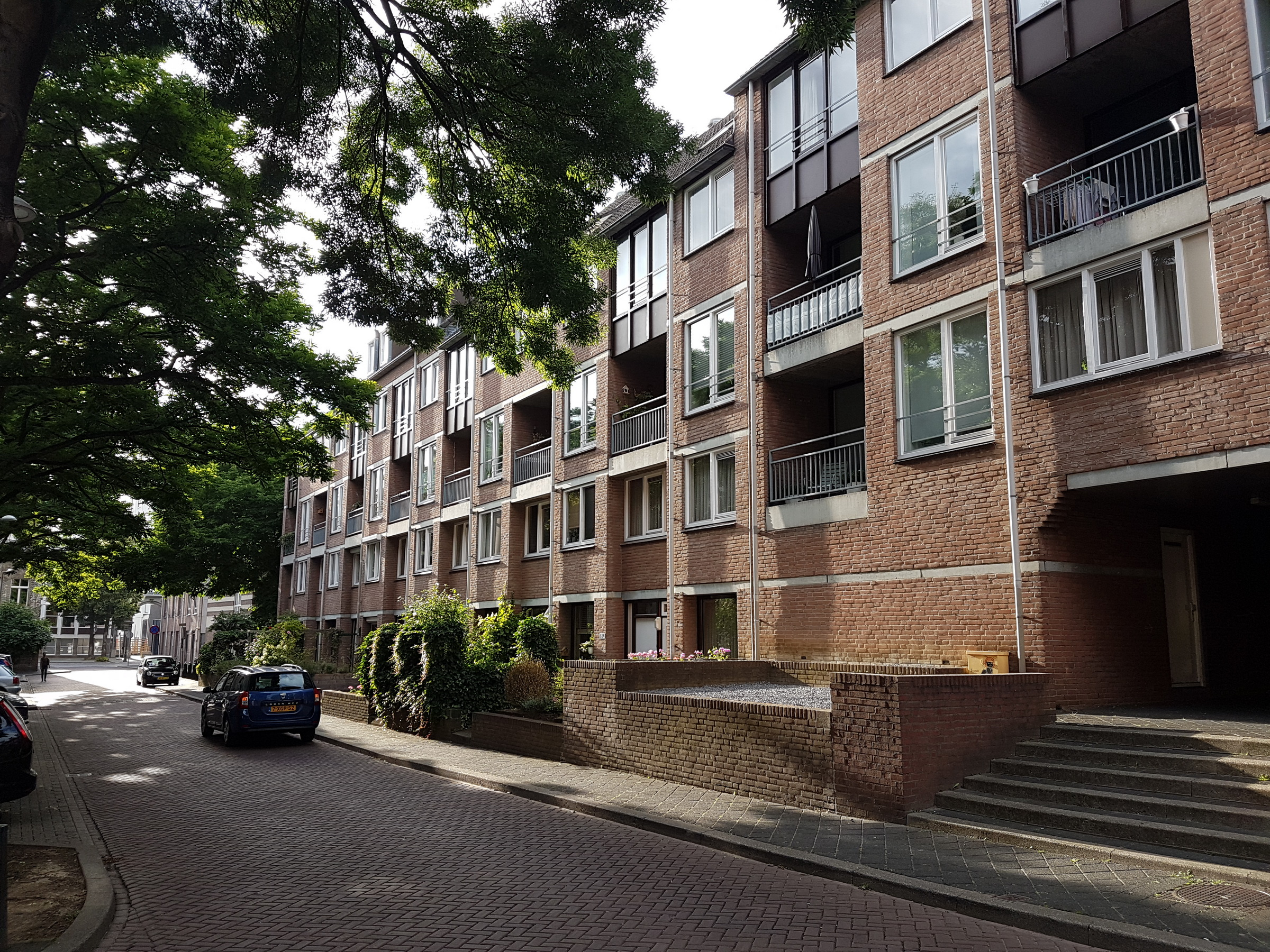
Boschstraat-Oost (Havezathe)
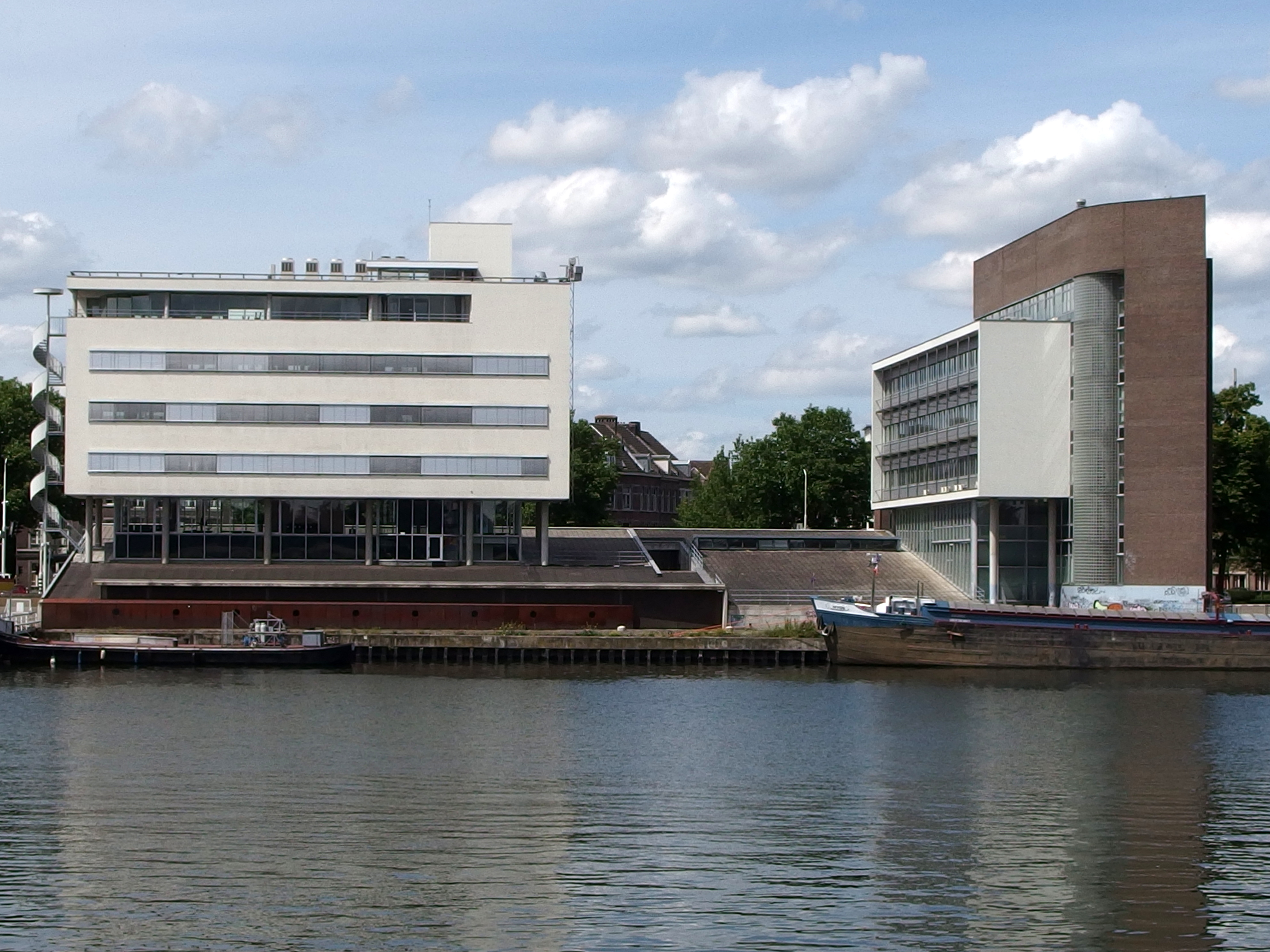
Kantoren Maasboulevard
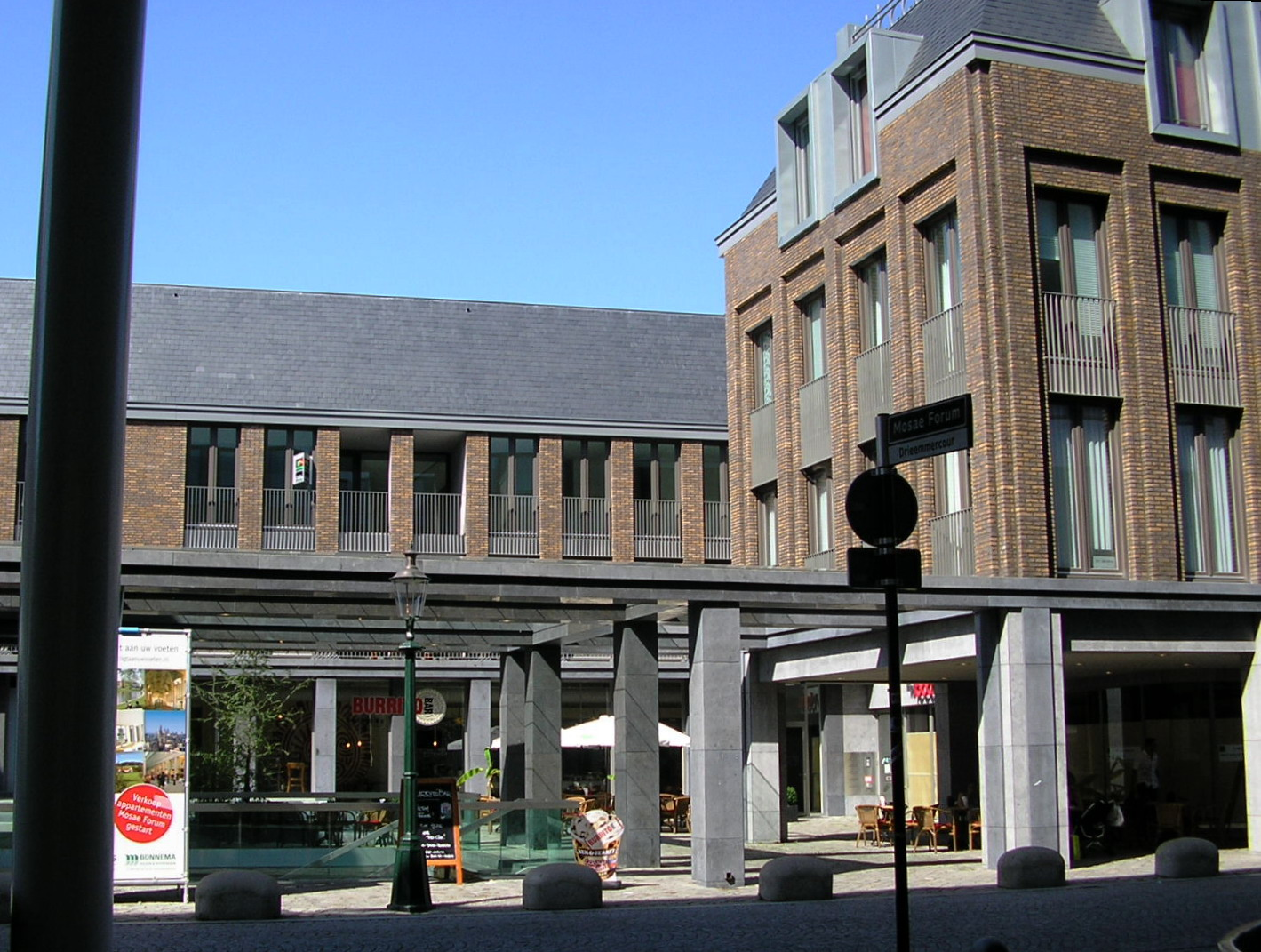
Mosae Forum, Gubbelstraat

## Voorzieningen
De buurt had tot voor kort relatief weinig voorzieningen, maar dat is door de bouw van Mosae Forum en de ontwikkeling van het cultuurcluster in de Timmerfabriek veranderd. De meeste winkels liggen aan de Boschstraat en Gubbelstraat. De meeste horecavoorzieningen bevinden zich aan de Markt, waarvan de noordwand nog deel uitmaakt van het Boschstraatkwartier, en in de zogenaamde werfkelders aan de zuid- en zuidwestkant van het Bassin. In 2016 opende aan de noordzijde het filmhuis Lumière zijn deuren met een groot café-restaurant op de bovenverdieping.

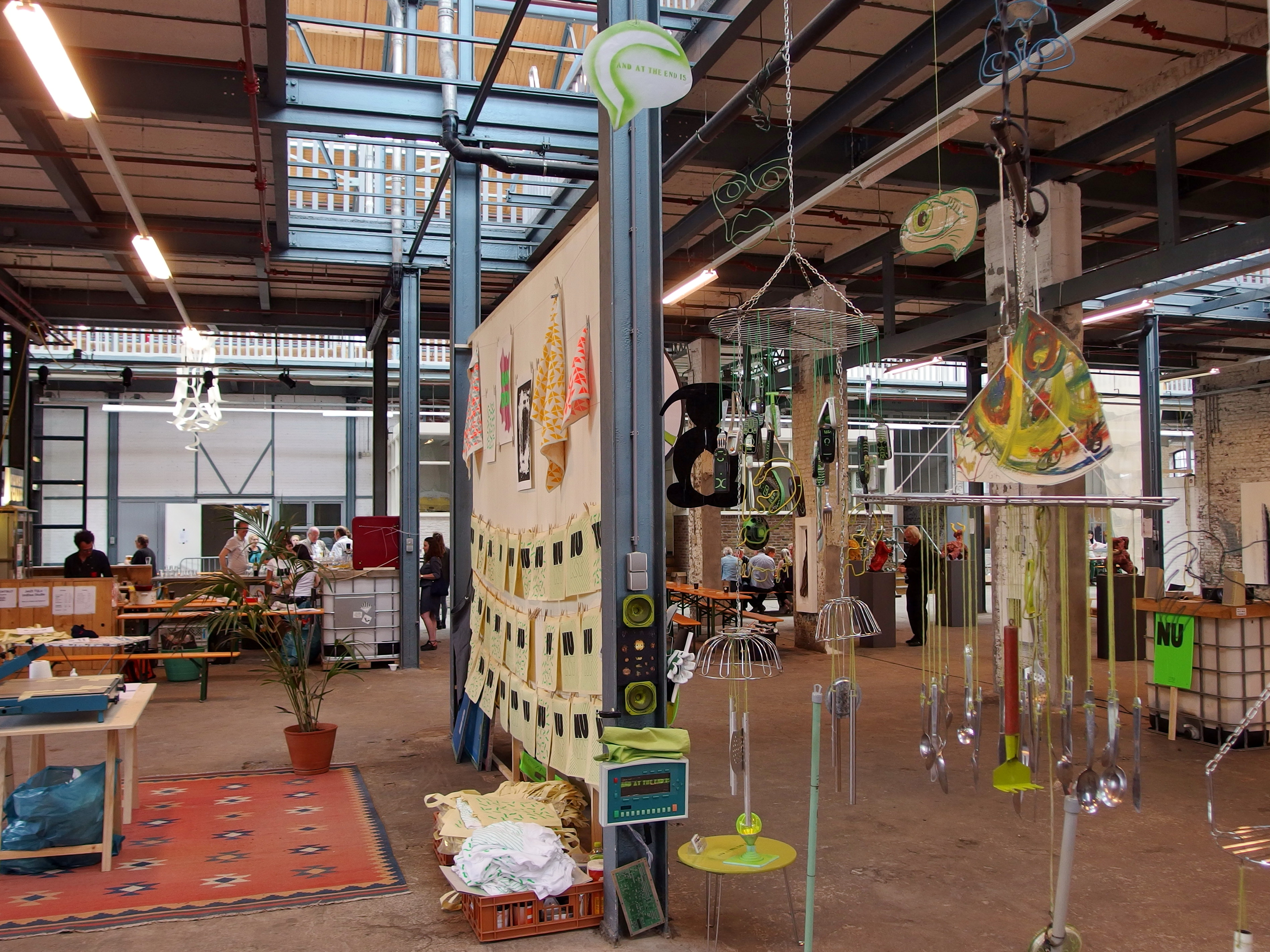
KunstTour in de Timmerfabriek

Naast Lumière hebben zich inmiddels enkele andere culturele instellingen gevestigd in de Timmerfabriek, onder andere het poppodium Muziekgieterij en het forum voor architectuur Bureau Europa (voorheen NAi Maastricht). Daarnaast wordt het magazijngebouw incidenteel gebruikt voor culturele manifestaties zoals Fashionclash en KunstTour.
In en rondom het sinds 2002 gekraakte gebouw van het Landbouwbelang heeft zich een zogenaamde 'culturele vrijplaats' ontwikkeld met onder andere werkplaatsen voor kunstenaars, een weggeefwinkel en een open podium. Plannen om op het terrein van Landbouwbelang, na sloop, een groot hotel- en theatercomplex te bouwen, gingen niet door, maar plannen voor woningbouw op deze locatie zijn anno 2023 in een vergevorderd stadium.
Het Boschstraatkwartier is uitstekend bereikbaar per openbaar vervoer. De meeste stadsbussen van Arriva en een aantal streekbussen hebben halteplaatsen aan de Maasboulevard, de Gubbelstraat en de Boschstraat. De geplande sneltram Hasselt-Maastricht, met een voorlopige eindhalte aan de Maasboulevard, is in 2022 definitief afgeblazen. Het noordelijk deel van het Boschstraatkwartier wordt doorsneden door de spoorlijn Maastricht-Hasselt. Deze spoorlijn is echter sinds 1954 niet meer in gebruik voor personenvervoer en sinds 1990 ook niet meer voor goederenvervoer (op een handjevol treinen tussen 2011 en 2016 na).

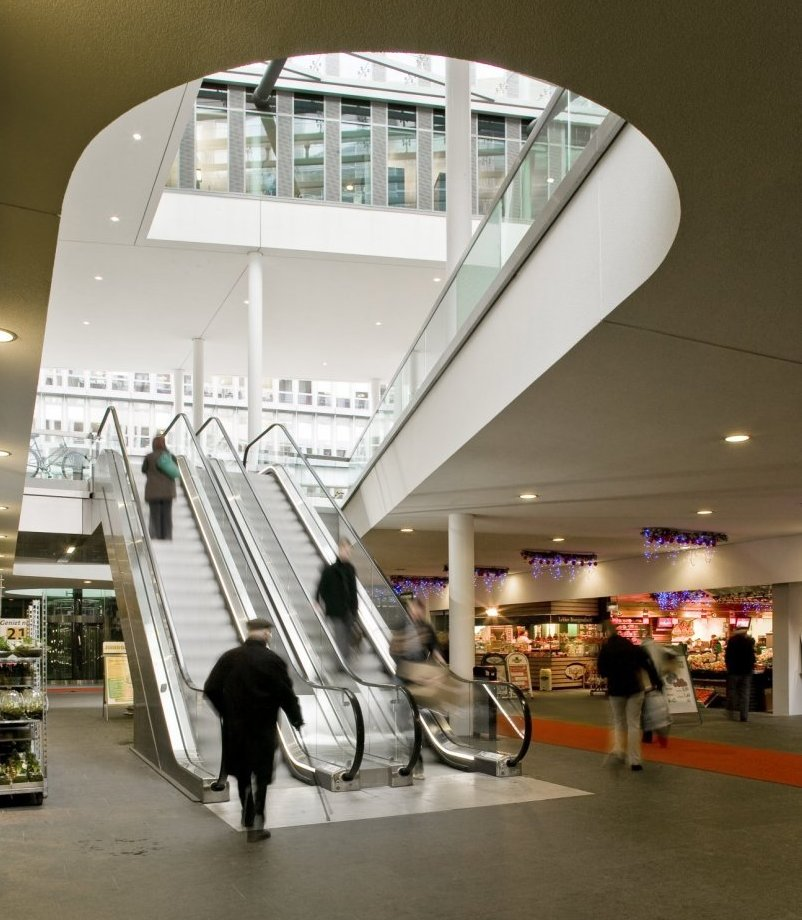
Winkels Mosae Forum
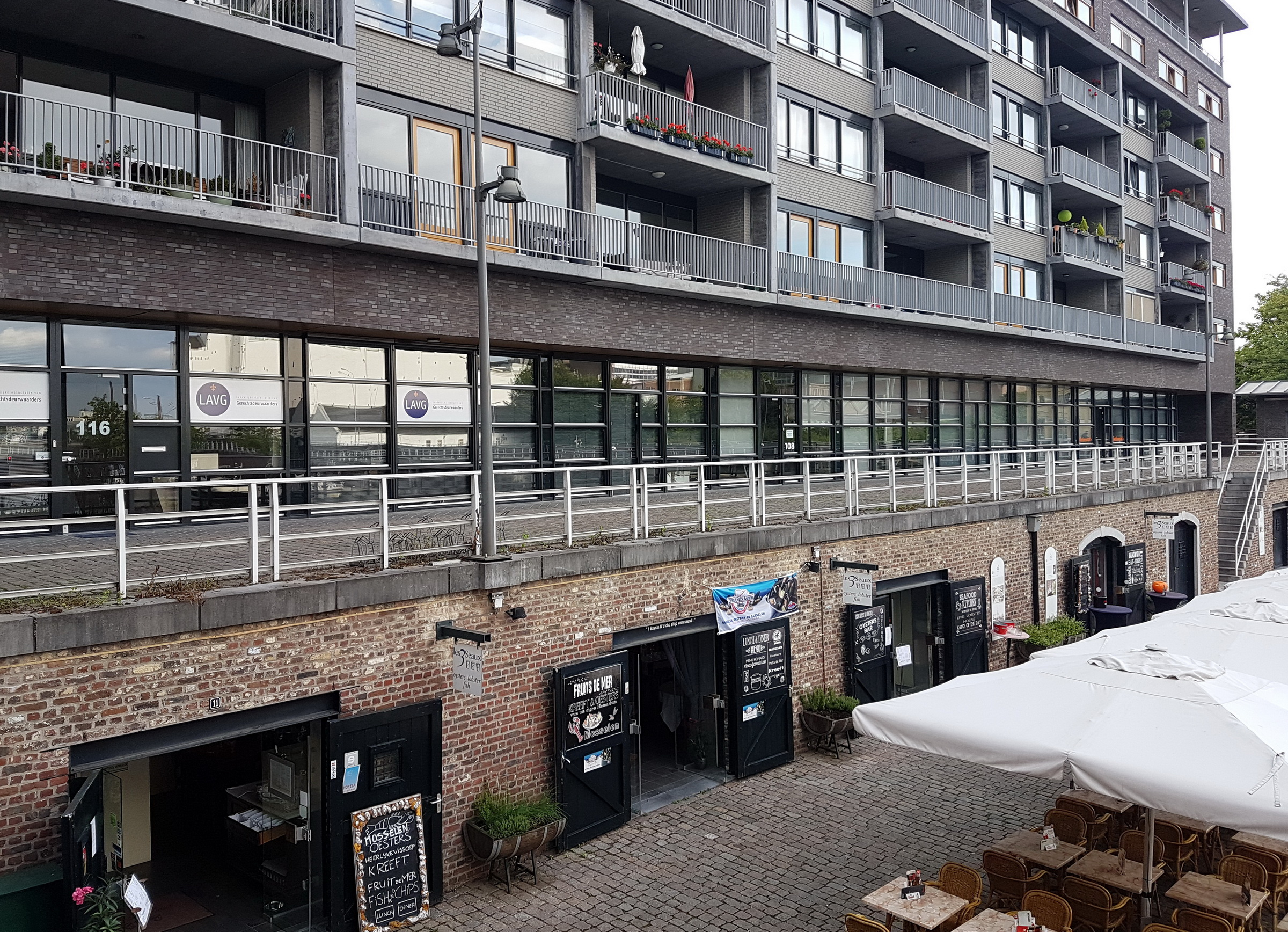
Werfkelders Bassin
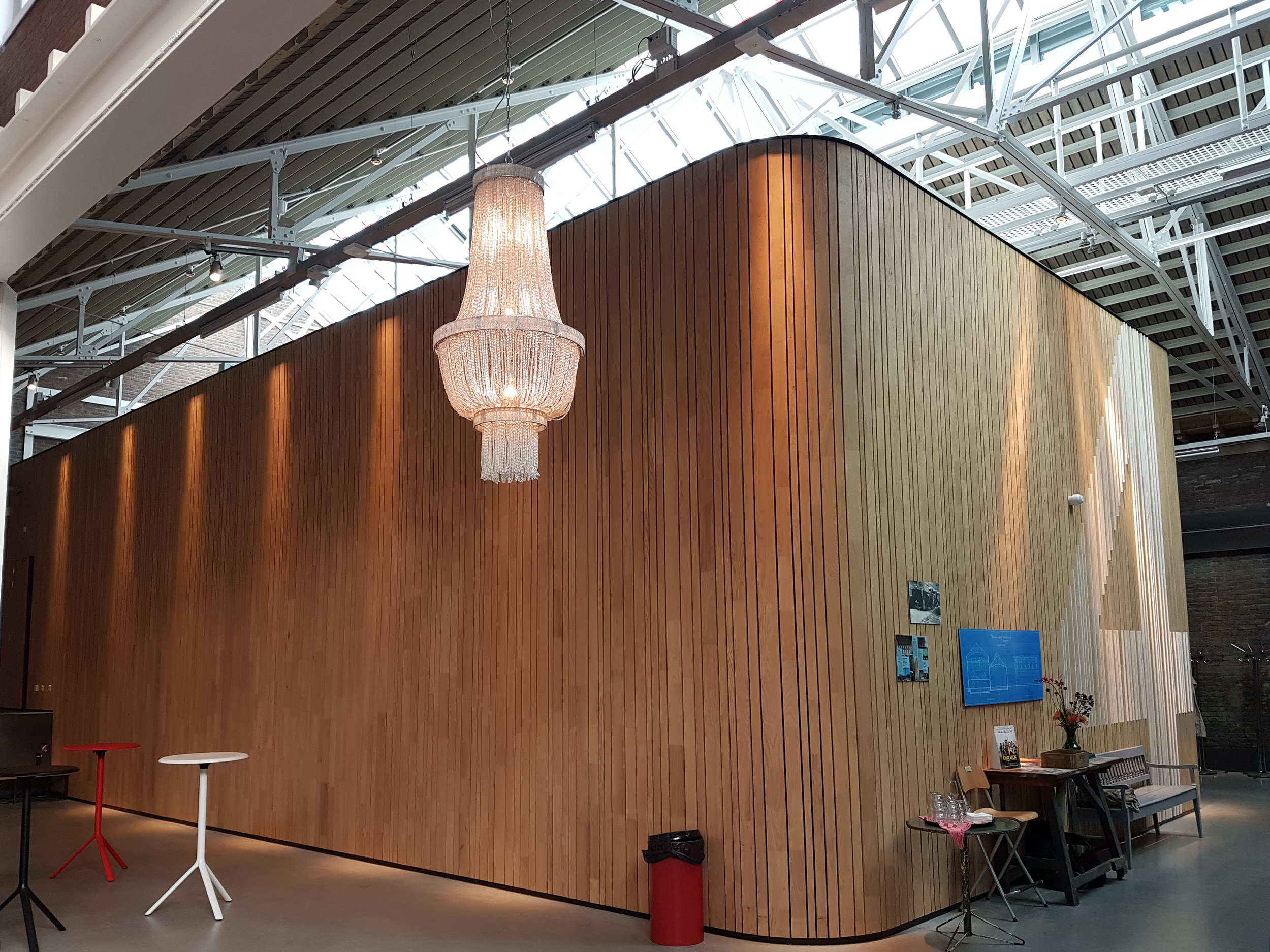
Filmhuis Lumière
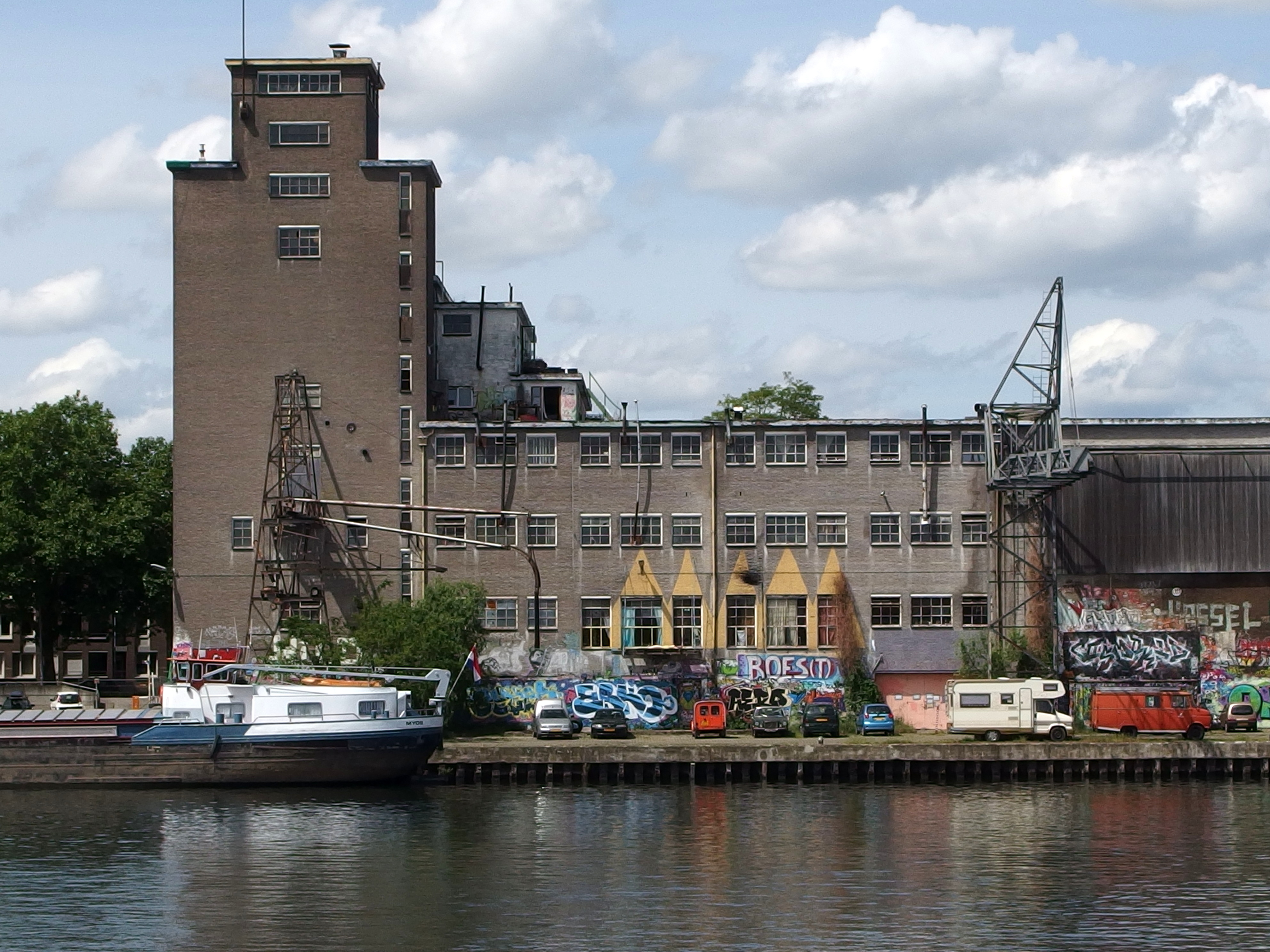
Landbouwbelang